# Strada statale 80 racc di Teramo
La strada statale 80 racc di Teramo (SS 80 racc) è una strada statale italiana. Chiamata anche Teramo-mare, la strada congiunge l'autostrada A24 all'autostrada A14 attraversando la Valle del Tordino.
Il percorso è, nella sua interezza, a due corsie per ogni senso di marcia. Ha inizio presso lo svincolo Teramo est della A24 e termina presso Mosciano Sant'Angelo, a breve distanza dallo svincolo "Teramo-Giulianova" dell'A14 e dalla SS80. Dal 2004 sono stati avviati studi e progetti per il prolungamento dell'arteria sino a Giulianova, raggiungendo così il Mare Adriatico e la strada statale 16 Adriatica.

## Storia
La superstrada nasce per il mancato completamento della autostrada A24  fino ad Alba  Adriatica come previsto nel progetto originario del 1961.
Invece nel 1976 il ministro Pietro Bucalossi decide di far terminare autostrada A24 a Teramo per gli enormi costi che il traforo stava avendo sul bilancio nazionale. Cosi Anas opta per ricongiunere questa autostrada con la autostrada A14 presso l'uscita di Mosciano Sant'Angelo, tramite una superstrada a 2 corsie per senso di marcia .
Il primo tronco della superstrada venne inaugurato nel 1989 dallo svincolo dell'A24 "Teramo" (oggi Teramo ovest) finendo presso San Nicolò a Tordino  sulla SS80 (NSA 296) con una lunghezza pari a 4,6 km.
Nel 2006 venne inaugurato il 2° tronco da San Nicolò a Tordino allo svincolo di Castellalto-Bellante e vari mesi dopo il 3° tronco da quest'ultimo svincolo fino a Mosciano Sant'Angelo. 
Fino al 2016 circa l'ultimo tratto dalla fine della superstrada allo svincolo con l'A14 era classificato come NSA304.

## Percorso
| Teramo-mare |                                        |      | |           |
| Tipo        | Nome svincolo                          | ↓km↓ | Note                                                                                                   | Provincia |
|             | Teramo ovest L'Aquila-Roma             | 0,0  | Immissione su A24                                                                                      | TE        |
|             | Teramo est Ascoli Piceno               | -    | Le rampe in direzione monti-mare e la rampa di ingresso in direzione mare-monti sono parte dell'A24    | TE        |
|             | Area di servizio "Terrabianca"         | 1,5  | Accessibile solo in direzione monti-mare                                                               | TE        |
|             | Area di servizio                       | -    | Accessibile solo in direzione mare-monti                                                               | TE        |
|             | San Nicolò a Tordino Piano d'Accio     | 2,7  | | TE        |
|             | San Nicolò a Tordino Canzano           | 5,1  | Lo svincolo non presenta rampe di uscita in direzione monti-mare e di ingresso in direzione mare-monti | TE        |
|             | Area di servizio                       | 6,4  | Accessibile solo in direzione monti-mare                                                               | TE        |
|             | Sant'Atto                              | 6,6  | | TE        |
|             | Castellalto Bellante                   | 8,7  | | TE        |
|             | Villa Zaccheo zona industriale         | 10,2 | | TE        |
|             | Mosciano Sant'Angelo                   | 15,8 | | TE        |
|             | Morro d'Oro Notaresco                  | 16,9 | |           |
|             | Giulianova Mosciano Sant'Angelo Roseto | 17,1 | Intersezione con SS 80                                                                                 |           |
|             | Bologna-Bari                           | 17,3 | Immissione indiretta su A14                                                                            |           |